# Primula afghanica
Primula afghanica är en viveväxtart som beskrevs av Per Erland Berg Wendelbo. Primula afghanica ingår i släktet vivor, och familjen viveväxter. Inga underarter finns listade i Catalogue of Life.